# San Marcos (Jerez de la Frontera)
San Marcos es un barrio intramuros del centro histórico de la ciudad de Jerez de la Frontera, Andalucía (España).
Está situado en la zona sureste del antiguo recinto amurallado, entre los barrios de San Dionisio y de San Juan.
El trazado del barrio está definido por la antigua muralla, así como las calles Francos y Tornería de intramuros.
Su origen como barrio data de las collaciones marcadas por Alfonso X El Sabio tras la Reconquista de la ciudad. Convirtió una antigua mezquita en la actual iglesia de San Marcos y aglutinó en ella la collación con el mismo nombre.
Hasta su traslado a Granada en 1504, en la calle Chancillería de este barrio tuvo sede el Alto Tribunal de Apelación, creado por Enrique IV.

## Lugares de interés
- Iglesia de San Marcos
- Casa-Palacio Petra de la Riva
- Palacio de los Pérez-Luna
- Convento de las Reparadoras
- Muralla de Jerez
- Plaza del Santo Ángel
- Plaza de Rafael Rivero
- Sala Compañía
- Calle Francos
- Café-bar Damajuana, con el estudio "La Bodega" en su interior[1]
- Convento de las Mínimas